# Dumbarton FC
Dumbarton Football Club je skotský fotbalový klub, který sídlí ve městě Dumbarton.

## Historie
Klub byl založen roku 1872.
V roce 1891 klub skončil v úvodním ročníku skotské ligy na prvním místě spolu s Rangers se stejným bodovým ziskem. Utkání o titul skončilo 2:2, a tak oba týmy získaly první mistrovský titul. V roce 1892 skončil Dumbarton opět první, tentokrát už sám.

## Úspěchy
Scottish Football League (2×)
- 1890–91, 1891–92

Scottish Cup (1×)
- 1882–83